# Entleerung von Flüssigkeiten
Zur Entleerung von Flüssigkeiten aus Behältern wie Fässern, Eimern, Hobbocks, Tanks etc. gibt es verschiedene technische Verfahren. Grundsätzlich soll mit ihnen sichergestellt werden, dass das Medium (d. h. der Inhalt des Behälters) kontrolliert und möglichst vollständig entnommen werden kann, z. B. zur Abfüllung oder weiterführenden Dosierung. Das konkrete Verfahren hängt von der Art des Mediums, der Behälters und der Anwendung ab. In der Regel kommen Pumpen zum Einsatz.

## Entleerung viskoser Flüssigkeiten

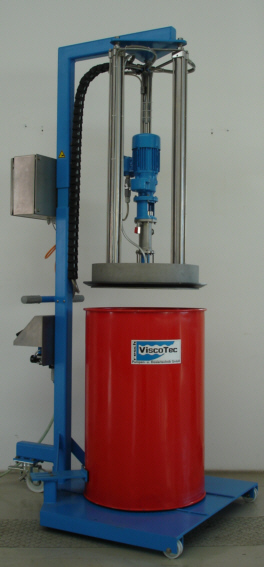
200-L-Fassentleerung mit Exzenterschneckenpumpe

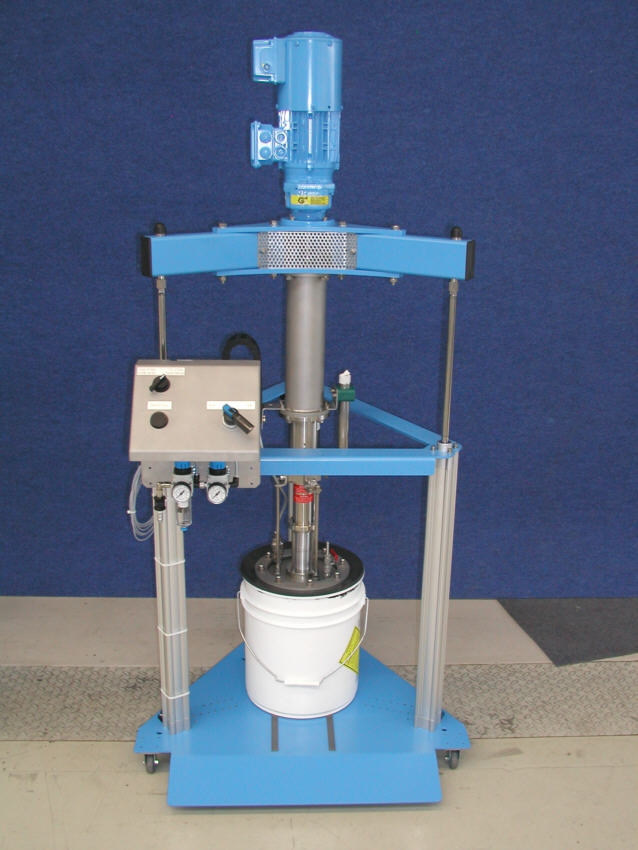
25-L-Hobbockentleerung mit Exzenterschneckenpumpe

Bei der Fass- oder Hobbockentleerungen viskoser Medien wird über eine Pneumatik eine Folgeplatte auf das Produkt im Fass abgesenkt. Die Folgeplatte dichtet dabei über einen flexiblen Wischring zur Fasswandung ab. Dabei ist es wichtig, dass über eine Entlüftung (beispielsweise einen Kugelhahn) die über dem Produkt befindliche Luft aus dem Fass entweichen kann.
Die Entnahme des Produktes aus dem Gebinde erfolgt nun je nach eingesetztem Pumpensystem (z. B. Schöpfkolben- oder Exzenterschneckenpumpe) elektrisch oder pneumatisch gesteuert.
Am häufigsten werden Schöpfkolbenpumpen in Entleersystemen eingesetzt. Diese werden mittels einer einfachen Regelung durch Anlegen eines pneumatischen Drucks, der die Pumpe über entsprechende Antriebe betreibt, geregelt. Ist der im nachfolgenden System entstehende Gegendruck zu groß, schaltet das System die Förderung automatisch ab und beginnt bei sinkendem Druck wieder mit der Förderung.
Vorteile der Schöpfkolbenpumpe
- Hohe Drücke sind möglich, z. B. zentrale Fettversorgung.
- Elektrische Anschlüsse und Steuerungen sind bei einfachen Anwendungen nicht notwendig.

Nachteile der Schöpfkolbenpumpe
- Da die Schöpfkolbenpumpe systembedingt unter die Folgeplatte „schöpfen“ muss, bleibt eine große Restmenge im Fass zurück.
- Durch große Rückströmungen in der Pumpe wird das Produkt geschert, was bei vielen Anwendungen zu Problemen (Produktzerstörung) führt.

Auf dem Vormarsch in Entleersystemen sind Exzenterschneckenpumpen. Diese benötigen durch den meist elektrischen Antrieb zwar eine zusätzliche Energieversorgung, können jedoch auch in der Drehzahl und damit in der Förderleistung den nachfolgenden Systemen einfach angepasst werden. Eine einfache, für viele Anwendungen ausreichende Vordruckregelung, u. a. für Dosierung von Siliconen mittels Dispensern, wird hier über einen elektrischen Druckschalter mit Hysteresefunktion realisiert. Ebenso sind aber auch hochgenaue PID-Regelungen zur Versorgung von Dosierventilen möglich.
Vorteile der Exzenterschneckenpumpe
- nahezu pulsationsfreier Förderstrom realisierbar
- einfache Kopplung an elektrische Steuerungen (z. B. Niveauschalter in Trichtern)
- schonende Förderung empfindlicher Produkte (Klebstoffe, Silicone, Lebensmittel mit Früchten)
- durch planen Abschluss mit der Folgeplatte sind Resteentleerungen von Fässern bis auf den Boden möglich (Restmenge < 1 %)

Nachteile der Exzenterschneckenpumpe
- Lediglich Drücke bis 20 bar sind möglich, dadurch nicht zur Zentralversorgung geeignet
- neben Druckluft ist auch elektrische Energie notwendig

### Anwendungsbereiche
Industrie:
- Zentrale Versorgung von Produktionsstraßen (Automobilindustrie) mit Schmier-, Dicht- und Klebstoffen
- Dezentrale Versorgung von Dosiereinrichtungen (Dispenser, Dosierventile)
- Zuführung von Roh- oder Hilfsstoffen wie Harze, Wachse, Silicone usw. in Produktionsprozessen

Lebensmittel und Pharmazie:
- Zuführung von Roh- oder Hilfsstoffen wie z. B. Vaseline oder Tomatenmark in den Produktionsprozess
- Zuführung von Fertigprodukten wie Frischkäse oder Salben zur Abfüllung

## Fassrestentleerung
Zur nahezu restlosen Entleerung von toxischen, gefährlichen und wertvollen Medien werden spezielle Pumpen eingesetzt. Bei gewöhnlichen, normalsaugenden Fasspumpen verbleibt beim Um- und Abpumpen des Fördermediums prinzipbedingt eine Flüssigkeitsrestmenge im Entnahmebehälter. Im Regelfall strömt das im Pumpenrohr ggf. auch das im druckseitigen Schlauchpaket befindliche Fördermedium nach dem Abschalten der Pumpe zurück in den Behälter. Durch spezielle konstruktive Maßnahmen an der Pumpenhydraulik lässt sich diese Restmenge wirksam vermindern.

### Funktion
Je nach Hersteller werden unterschiedliche Funktionsprinzipien angewandt. Bewährt hat sich unter anderem eine Fasspumpe mit optimierten Einströmöffnungen und einem mechanischen Verschlussmechanismus im Pumpenfuß. Die Bedienung erfolgt über einen kleinen Hebel unterhalb des Antriebsmotors. Ein beweglicher Verschlusstopf im Inneren der Pumpe verriegelt den Pumpenfuß und verhindert, dass die eingeströmte Flüssigkeit wieder in den Behälter zurückläuft. Ist der Motor abgeschaltet, kann die Pumpe mit der eingeschlossenen Flüssigkeit entnommen und ins nächste Fass umgesetzt werden.

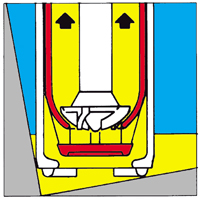
Verschlusstopf ist geöffnet – die Flüssigkeit wird abgepumpt
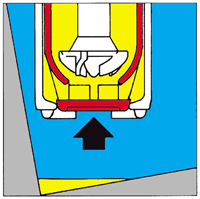
Verschlusstopf ist geschlossen – kein Flüssigkeitsrücklauf nach Abschalten und Entnehmen der Pumpe

Vorteile:
- Maximale Produktnutzung bei reduzierten Fassreinigungs- und Entsorgungskosten
- Verbleibende Restmenge von ca. 0,1 Liter / 200 L-Fass (ohne Restentleerung > 4 Liter)
- Problematisches Nachkippen zum Ausbringen verbliebener Restmengen entfällt
- Keine Leckagen bei Schräglage oder Umsetzen der Pumpe

### Anwendungsbereiche
Um- und Abfüllen von neutralen, aggressiven und leicht entzündlichen Flüssigkeiten aus ortsbeweglichen Fässern, Containern und stationären Behältern unterschiedlichster Größe.
Medienbeispiele

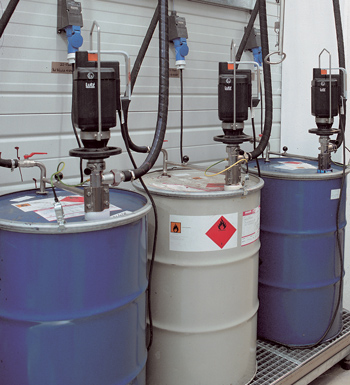
Fassrestentleerung von leicht entzündlichen Kohlenwasserstoffen aus 200-L-Spundlochfässern

- Säuren und Laugen, chemische Lösungen, Organische & anorganische Lösungen
- Kraftstoffe, Diesel, Motoröle & Additive
- Lösungsmittel, Verdünner, Härter, Farben und Lacke, Tinte
- Schneidöle, Kühlflüssigkeiten, Hydraulik-, Motoren- & Maschinenöle, Reinigungslösungen, Imprägnierungen
- Aromen, pflanzliche Öle, Arznei- und Lebensmittelgrundstoffe, Desinfektionslösungen

Je nach Art der Flüssigkeit muss die angewendete Pumpe aus einem dafür geeigneten Material bestehen. Dabei muss die Pumpe beständig sein gegen das abzufüllende Medium.
Für das Abpumpen von Benzin, Methanol und Kerosin eignen sich Pumpen aus Edelstahl. Für Essigsäure, Salpetersäure, Wasserstoffperoxid und Glykol genügt die Verwendung einer Pumpe aus PP (Polypropylen). In vielen Bereichen sind darüber hinaus besondere Arbeitsschutz- und Umweltschutzvorschriften zu beachten, z. B. zum Ex-Schutz.